# Ctenus miserabilis
Ctenus miserabilis là một loài nhện trong họ Ctenidae.
Loài này thuộc chi Ctenus. Ctenus miserabilis được Embrik Strand miêu tả năm 1916.